# Книга джунглей
«Кни́га джу́нглей» (англ. The Jungle Book) — сборник рассказов английского писателя Редьярда Киплинга. Большинство героев произведения — животные, а главный персонаж — ребёнок Маугли, воспитанный волками в джунглях Индии.
Сборник переведён на более чем 36 языков мира.
Продолжение — «Вторая книга джунглей». Обе книги включают в себя несколько рассказов в поучительной манере.

## Создание
Рассказы впервые опубликованы в журналах в 1893—1894 годах.
Автором первых иллюстраций стал отец Редьярда Киплинга — Джон Локвуд Киплинг, а также американские художники У. Г. Дрейк и П. Френцени. Редьярд Киплинг родился в Индии и первые 6 лет своей жизни провёл там. Спустя 10 лет, проведённых в Англии, он вернулся в Индию, где проработал ещё шесть с половиной лет. Эти рассказы он написал в «Наулахе» — доме, построенном в Даммерстоне (США). Он писал рассказы для своей дочери Жозефины, которая умерла от пневмонии в 6-летнем возрасте в 1899 году. Экземпляр первого издания с записанной рукой автора пометкой для дочери обнаружен в 2010 году в Национальном фонде Великобритании Кембриджшира.

Местности в Индии, упомянутые Киплингом

Рассказы в «Книге джунглей» появились под впечатлением от древних индийских сказок, таких как «Панчатантра» и «Джатаки». Например, история мангуста и змеи в предыдущем произведении Киплинга «Рикки-Тикки-Тави» взята из 5-й книги «Панчатантры». В письме к американскому писателю Эдварду Хейлу Киплинг писал:
Мысль о сказках про животных мне кажется новой, пусть древней и забытой идеей. По-настоящему увлекательные истории те, в которых Бодхисат рассказывает о своих предыдущих воплощениях, заканчивающихся всегда красивой моралью. Большинство местных охотников в Индии сегодня думают в значительной степени согласно животным, и я открыто «содрал» их рассказы.
События в книге происходят в Индии, но точно не указывается где. Знакомые Киплинга утверждали, что несколько раз упоминается Сионе (Сеони в центральной части штата Мадхья-Прадеш), «холодные логова» должны находиться в джунглях Читторгарха, а события первой истории Маугли разворачиваются в лесах северной Индии, южнее Шимлы. Рассказ «Братья Маугли» в ранней версии описывает Аравали Раджастана (северо-запад Индии), позже изменённый на Сеоне. Багира путешествует из Оодейпора (Удайпура) и его путь выглядит логичным именно в Аравали и слишком далёк от Сеони. В Сеони тропический климат саванн с сухими и дождливыми сезонами, что суше муссонного климата и не подходит тропическим джунглям. Лесистые парки и заповедники, которые обычно ассоциируются с рассказами, включают парк Канха, Мадхья-Прадеш и национальный парк Пенч возле Сеони. Однако Киплинг здесь никогда не бывал.

## Сюжет
Действия книги происходят в Индии.

### «Братья Маугли»
В индийских джунглях семья волков воспитывает «человеческого детёныша» Маугли. У него также есть два верных друга: медведь Балу и пантера Багира, которые учат мальчика пониманию «Закона джунглей». Спустя несколько лет их мирной жизни угрожает тигр Шер-Хан. Маугли изгоняет тигра огнём, но и сам вынужден покинуть стаю, будучи изгнанными из неё за свою человеческую природу.

### «Охота Каа»

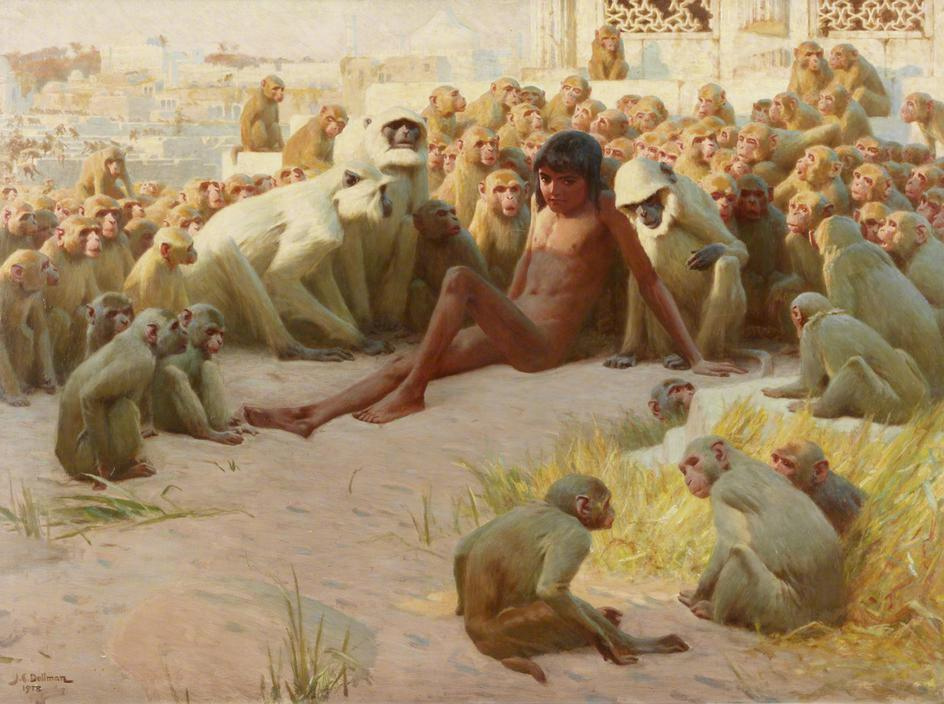
«Маугли стал вождём бандар-логов» (Джон Доллман, 1903)

Живя в стае, Маугли однажды был похищен обезьянами Бандар-логами, которые принесли его в заброшенный город. Балу и Багира спешат вызволить Маугли и обращаются за помощью к питону Каа, которого боятся обезьяны. Каа освобождает Маугли, гипнотизируя бандар-логов.

### «Тигр! Тигр!»
Маугли приходит в деревню к людям, где его берёт на воспитание Мессуа, признав в мальчике своего давно пропавшего сына. Шер-Хан возвращается в эти джунгли, чтобы убить Маугли. Его предостерегает волк Серый брат. Вместе с Акелой они пугают табун быков, чтобы те затоптали Шер-Хана. Маугли побеждает тигра и уходит из деревни, чтобы охотиться с волками, пока не возмужает.

### «Белый котик»
Морской котик видит тюленей, убитых островитянами в Беринговом море. Он решает найти безопасное место для жизни своего племени и спустя годы, возмужав, наконец, находит подходящее. Он возвращается домой и убеждает других тюленей следовать за ним.

### «Рикки-Тикки-Тави»
Одна английская семья переехала в новый дом в Индии. Она находит мангуста Рикки-Тикки-Тави, выползшего из своей норы. Две кобры Нагайна и Наг пытаются убить мангуста. Он слышит уговор кобр убить отца семейства людей и нападает на Нага в ванной. Мужчина слышит звуки борьбы и стреляет в Нага. Рикки-Тикки-Тави уничтожает яйца Нагайны и загоняет её в нору, где также убивает её.

### «Маленький Тумаи»

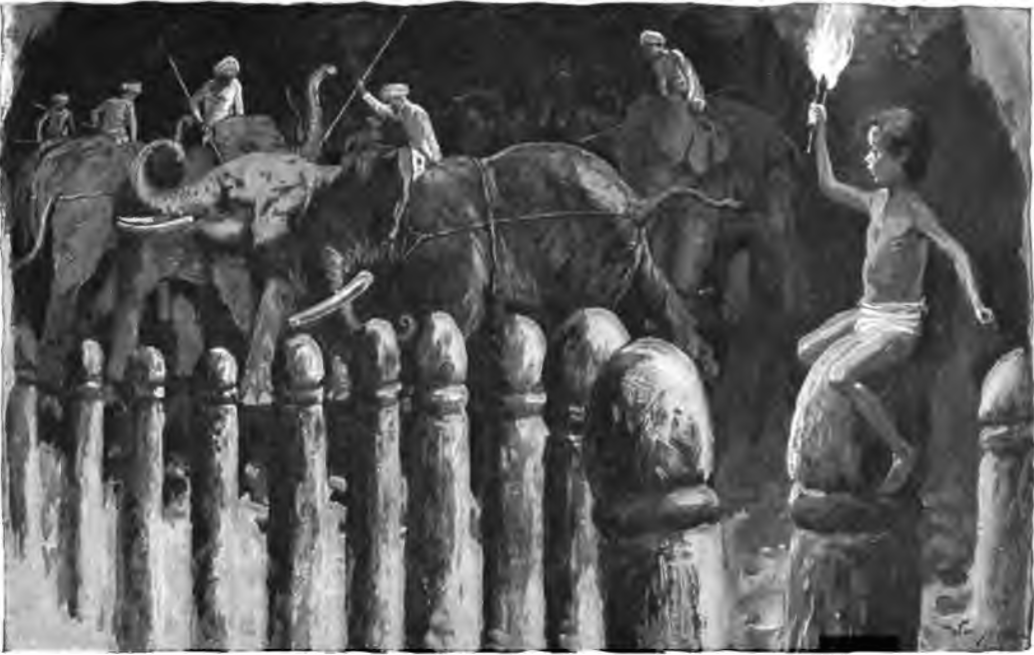
Тумаи в загоне слонов, 1894

Отец мальчика-индуса Тумаи ездит на слоне Кала Наг и ловит диких слонов в горах. Тумаи приходит на помощь и рискует своей жизнью, спасая одного из погонщиков. Отец запрещает ему снова заходить в загон для слонов. Однажды ночью он следует за охотниками на слонов, его подбирает слон Кала Наг и везёт на место встречи слонов в джунглях, где они танцуют. По возвращении его встречают слоны.

### «Слуги её величества»
В ночь перед британским военным парадом в честь эмира Афганистана армейские животные — мул, верблюд, лошадь, вол, слон — обсуждают свою роль и отношение к работе. Афганцам объясняют, что люди и животные подчиняются приказам королевы.

## Персонажи

Издание 1926 года

### В рассказах о Маугли
- Маугли — человеческий ребёнок, воспитанный волками.
- Багира — чёрная пантера, лучший друг Маугли.
- Балу — медведь, воспитатель волчат, друг Маугли. У Киплинга назван «the sleepy brown bear» — «сонный коричневый медведь». Brown bear — английское название бурого медведя, который, однако, в Индии не встречается. По рациону питания Балу (орехи, коренья и мёд) можно предположить, что речь идёт о гималайском медведе, но и этот вид в Центральной Индии (место действия рассказов о Маугли) не обитает. Так что единственным претендентом на роль Балу остаётся другой большой любитель мёда — губач. Английское название губача — sloth bear (медведь-ленивец) вполне соответствует киплинговскому эпитету Балу, и хотя губачи в основном чёрного цвета, среди них иногда встречаются особи бурой масти.
- Шер-Хан — бенгальский тигр, главный злодей, самый страшный из джунглей, враг Маугли. Погиб от ловушки Маугли, в которой Шер-Хана растоптали буйволы.
- Табаки — обыкновенный шакал, прихвостень Шер-Хана, враг Маугли. Убит Серым братом.
- Акела — азиатский волк, вожак сионийской стаи, друг Маугли. Убит рыжими собаками.
- Каа — тигровый питон, друг Маугли.
- Ракша — волчица, приёмная мать Маугли.
- Волк-отец — приёмный отец Маугли.
- Серый Брат — сын Ракши, вместе с которым рос Маугли.
- Мессуа — приёмная мать Маугли, когда он вернулся к людям.
- Бульдео (Бальдео) — деревенский охотник, враг Маугли.
- Бандар-лог — обезьянья стая, похитившая Маугли. В некоторых переводах это слово употребляется во множественном числе.
- Хатхи — азиатский слон.
- Чиль (в американском издании — Ранн) — коршун. В некоторых переводах — ястреб. У Киплинга — kite, так называют всех птиц семейства ястребиных, в том числе и коршунов. Но скорее всего речь идёт именно о коршуне, которому более свойственно питаться падалью, поскольку Киплинг называет падаль основной пищей Чиля.
- Рыжие псы — стая красных волков, враги Маугли. Погибли в схватке с волками.
- Манг — нетопырь или просто летучая мышь.
- Икки (в раннем варианте Сахи) — индийский дикобраз.
- Мао — павлин.[14]
- Тха — азиатский слон. Его также зовут «Господином джунглей».
- Рама — вожак стада азиатских буйволов, которых пас Маугли, вернувшись к людям.
- Джакала — болотный крокодил. В продолжительной схватке с ним, Маугли сломал нож о его спину.
- Натху — сын Мессуи, убитый тигром в раннем детстве.

### В других рассказах
- Рикки-Тикки-Тави — храбрый азиатский мангуст, главный персонаж пятого рассказа.
- Белый котик — морской котик, отыскавший для своих родичей безопасные острова. В действительности среди котиков встречаются альбиносы, но они не доживают до взрослого возраста.
- Морской Ловец — отец белого котика.
- Морской Волшебник — морж.
- Маленький Тумаи — мальчик-индус, сын погонщика слонов.
- Кала Наг — ручной слон. Кала Наг в переводе означает Чёрный Змей.
- Двухвостка — боевой слон.
- Билли — «мул для переноски казённой части пушки номер два из первой батареи горных орудий».

## Влияние
Книга повлияла на развитие движения скаутов, чей основатель Роберт Баден-Пауэлл был другом Киплинга.

### Экранизации

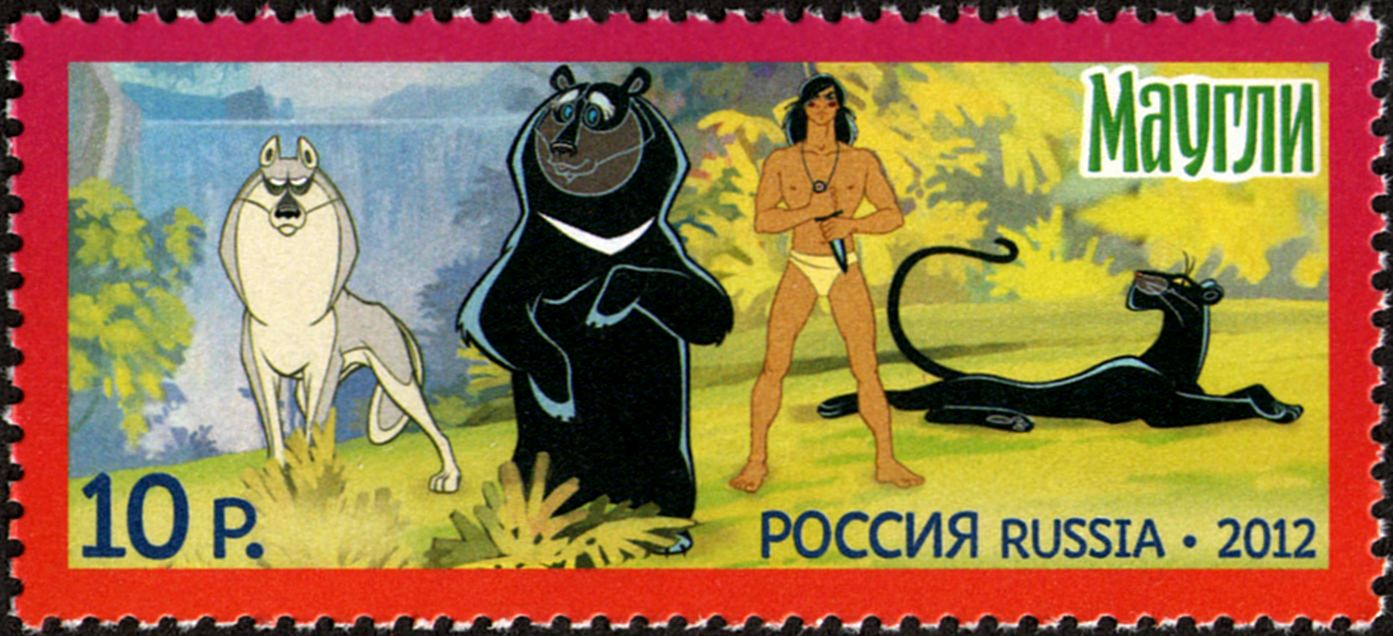
Российская марка с героями советского мультфильма «Маугли»

| Год       | Страна                     | Название                         | Тип               | Режиссёр            |
| --------- | -------------------------- | -------------------------------- | ----------------- | ------------------- |
| 1942      | США · Великобритания       | «Книга джунглей»                 | Фильм             | Золтан Корда        |
| 1967      | США                        | «Книга джунглей»                 | Мультфильм        | Вольфганг Райтерман |
| 1967—1971 | СССР                       | «Маугли»                         | Мультсериал       | Роман Давыдов       |
| 1976      | США                        | «Братья Маугли»                  | Мультфильм        | Чак Джонс           |
| 1989—1990 | Япония                     | «Книга джунглей»                 | Аниме-мультсериал | Фумио Курокава      |
| 1994      | США                        | «Книга джунглей»                 | Фильм             | Стивен Соммерс      |
| 1998      | США                        | «Книга джунглей: История Маугли» | Фильм             | Ник Марк            |
| 2003      | США · Австралия            | «Книга джунглей 2»               | Мультфильм        | Стив Тренбёрт       |
| 2010—2020 | Индия · Германия · Франция | «Книга джунглей»                 | 3D-мультсериал    | Тапаас Чакраварти   |
| 2016      | США                        | «Книга джунглей»                 | Фильм             | Джон Фавро          |
| 2018      | США · Великобритания       | «Маугли»                         | Фильм             | Энди Сёркис         |

### Игры
- Jungle Book — серия видеоигр